# 阔鳞瘤蕨
阔鳞瘤蕨（学名：Phymatosorus hainanensis）为水龙骨科瘤蕨属下的一个种。其种加词“hainanensis”意为“海南的”。
现接受名为阔鳞瘤蕨（Microsorum hainanense Noot., 1997）。